# Marc Beaumont (kolarz)
Marc Beaumont (ur. 25 września 1984 w Shrewsbury) – brytyjski kolarz górski, dwukrotny medalista mistrzostw Europy.

## Kariera
Pierwszy sukces w karierze Marc Beaumont osiągnął w 2005 roku, kiedy zdobył srebrny medal w downhillu podczas mistrzostw Europy w Kluisbergen. W zawodach tych przegrał tylko z Francuzem Fabienem Barelem, a trzeci był kolejny Brytyjczyk - Steve Peat. Na rozgrywanych rok później mistrzostwach Europy w Limosano Beaumont ponownie bł drugi, tym razem rozdzielając Gee Athertona z Wielkiej Brytanii i Fabiena Barela. Trzykrotnie stawał na podium zawodów Pucharu Świata w kolarstwie górskim, przy czym dwukrotnie zwyciężał: 13 maja 2007 roku w Vigo oraz 1 sierpnia 2010 roku w Val di Sole. Najlepsze wyniki w klasyfikacji końcowej osiągnął w sezonach 2010 i 2007, które ukończył an piątej pozycji. Jest także dwukrotnym mistrzem Wielkiej Brytanii w downhillu.